# یواس‌اس نپتون (۱۸۶۳)
یواس‌اس نپتون (۱۸۶۳) (به انگلیسی: USS Neptune (1863)) یک کشتی بود که طول آن ۲۰۹ فوت (۶۴ متر) بود.